# ژیووئین پاولوویچ
ژیووئین پاولویچ (انگلیسی: Živojin Pavlović؛ ‏ ۱۵ آوریل ۱۹۳۳ – ۲۹ نوامبر ۱۹۹۸) نویسنده و کارگردان نامدار اهل جمهوری فدرال سوسیالیستی یوگسلاوی بود.
وی یکی از چهره‌های مهم موج سیاه یوگسلاوی در دههٔ ۶۰ میلادی محسوب می‌شد.
از فیلم‌هایی که وی در آن‌ها نقش داشته‌است، می‌توان به بیداری موش‌های صحرایی (۱۹۶۷) اشاره نمود که بابتش، برندهٔ جایزهٔ خرس نقره‌ای برای بهترین کارگردان در جشنوارهٔ برلین شد.